# Letlands novadi
Letland er fra 2021 opdelt i 36 novadi (pluralis, dansk: ~ kommuner), en formindskning fra 110. Derudover er der 7 bykommuner, altså i alt 43 administrative enheder fra 2021. Fra juni 2025 synker antallet fra 36 til 35 novadi, da Madona (midt i den østlige del af Letland) sammenlægges med Varaklani mod syd.
De 110 kommuner med folketal per 2011 var:
| Kommune              | Folketal (2011) |
| -------------------- | --------------- |
| Aizkraukle kommune   | 8.984           |
| Jaunjelgava kommune  | 5.797           |
| Pļaviņas kommune     | 5.680           |
| Koknese kommune      | 5.445           |
| Nereta kommune       | 3.878           |
| Skrīveri kommune     | 3.708           |
| Alūksne kommune      | 17.177          |
| Ape kommune          | 3.834           |
| Balvi kommune        | 14.154          |
| Viļaka kommune       | 5.665           |
| Baltinava kommune    | 1.177           |
| Rugāji kommune       | 2.363           |
| Bauska kommune       | 25.561          |
| Iecava kommune       | 9.059           |
| Rundāle kommune      | 3.698           |
| Vecumnieki kommune   | 8.786           |
| Cēsis kommune        | 18.246          |
| Līgatne kommune      | 3.684           |
| Amata kommune        | 5.667           |
| Jaunpiebalga kommune | 2.390           |
| Priekuļi kommune     | 8.365           |
| Pārgauja kommune     | 3.953           |
| Rauna kommune        | 3.592           |
| Vecpiebalga kommune  | 4.161           |
| Daugavpils kommune   | 25.127          |
| Ilūkste kommune      | 7.994           |
| Dobele kommune       | 22.216          |
| Auce kommune         | 7.345           |
| Tērvete kommune      | 3.687           |
| Gulbene kommune      | 22.794          |
| Jelgava kommune      | 24.649          |
| Ozolnieki kommune    | 9.753           |
| Jēkabpils kommune    | 5.087           |
| Aknīste kommune      | 2.967           |
| Viesīte kommune      | 4.133           |
| Krustpils kommune    | 6.086           |
| Salaspils kommune    | 22.391          |
| Krāslava kommune     | 17.506          |
| Dagda kommune        | 8.286           |
| Aglona kommune       | 3.930           |
| Kuldīga kommune      | 24.850          |
| Skrunda kommune      | 5.313           |
| Alsunga kommune      | 1.470           |
| Aizpute kommune      | 9.265           |
| Durbe kommune        | 3.048           |
| Grobiņa kommune      | 9.345           |
| Pāvilosta kommune    | 2.850           |
| Priekule kommune     | 5.837           |
| Nīca kommune         | 3.579           |
| Rucava kommune       | 1.814           |
| Vaiņode kommune      | 2.613           |
| Limbaži kommune      | 17.781          |
| Aloja kommune        | 5.316           |
| Salacgrīva kommune   | 8.323           |
| Ludza kommune        | 14.226          |
| Kārsava kommune      | 6.278           |
| Zilupe kommune       | 3.353           |
| Cibla kommune        | 2.875           |
| Madona kommune       | 25.118          |
| Cesvaine kommune     | 2.802           |
| Lubāna kommune       | 2.537           |
| Varakļāni kommune    | 3.560           |
| Ērgļi kommune        | 3.193           |
| Ogre kommune         | 36.202          |
| Ikšķile kommune      | 8.798           |
| Ķegums kommune       | 5.735           |
| Lielvārde kommune    | 10.388          |
| Preiļi kommune       | 10.696          |
| Līvāni kommune       | 12.496          |
| Riebiņi kommune      | 5.536           |
| Vecvārkava kommune   | 2.113           |
| Rēzekne kommune      | 28.208          |
| Viļāni kommune       | 6.409           |
| Baldone kommune      | 5.478           |
| Ķekava kommune       | 21.913          |
| Olaine kommune       | 20.116          |
| Salaspils kommune    | 22.391          |
| Saulkrasti kommune   | 5.855           |
| Sigulda kommune      | 16.729          |
| Inčukalns kommune    | 7.935           |
| Ādaži kommune        | 10.027          |
| Babīte kommune       | 9.408           |
| Carnikava kommune    | 6.712           |
| Garkalne kommune     | 7.768           |
| Krimulda kommune     | 5.323           |
| Mālpils kommune      | 3.626           |
| Mārupe kommune       | 15.950          |
| Ropaži kommune       | 6.904           |
| Sēja kommune         | 2.293           |
| Stopiņi kommune      | 10.096          |
| Saldus kommune       | 25.604          |
| Brocēni kommune      | 6.233           |
| Talsi kommune        | 31.219          |
| Dundaga kommune      | 4.228           |
| Mērsrags kommune     | 1.638           |
| Roja kommune         | 3.972           |
| Tukums kommune       | 30.614          |
| Kandava kommune      | 8.885           |
| Engure kommune       | 7.575           |
| Jaunpils kommune     | 2.450           |
| Valka kommune        | 9.299           |
| Smiltene kommune     | 13.078          |
| Strenči kommune      | 3.827           |
| Kocēni kommune       | 6.311           |
| Mazsalaca kommune    | 3.460           |
| Rūjiena kommune      | 5.577           |
| Beverīna kommune     | 3.260           |
| Burtnieki kommune    | 8.307           |
| Naukšēni kommune     | 1.987           |
| Ventspils kommune    | 12.139          |

## Historie
Letlands administrative-territorielle opdelinger har gennemgået adskillige reformer gennem historien, formet af politiske og sociale ændringer. Nedenfor er en oversigt over de vigtigste reformer:
1589Oprettelse af starostier i Livland
Efter en revision af Livlands forfatning i 1589 blev Hertugdømmet Livland opdelt i 26 starostier eller distrikter, hvoraf 18 lå i det nuværende Letland. Centrene for disse starostier var ofte tidligere slotte fra Livlands Orden eller biskopper, som f.eks. Aizkraukle, Alūksne og Cēsis.
1617Formula Regiminis i Kurland og Semgallen
Under hertug Friedrich af Kurland og Semgallen blev "Formula Regiminis" indført som hertugdømmets forfatning. Samtidig blev "Statuta Curlandica," juridiske love for regionen, implementeret. Disse forblev indflydelsesrige, selv efter hertugdømmets anneksion i 1795.
1688Sogne-distrikter i Svensk Vidzeme
Under svensk styre erstattede administrative reformer distriktsdomstole med sogne-distrikter. Vidzeme blev opdelt i administrative områder som Rīga- og Cēsis-distrikterne i den lettiske del og Pärnu- og Tartu-distrikterne i den estiske del. Denne periode så også etableringen af et netværk af sognskoler.
1783Rīga Vikariatet
I 1783 erstattede kejserinde Katarina II af Rusland Rīga Guvernementet med Rīga Vikariatet, som bestod af ni distrikter, heraf fire i det nuværende Letland og fem i Estland. Denne reform indførte lokale landdomstole med deltagelse af både jordejere og bønder.
1866Bondekommuner
Med "Baltiske Provinsers Bondekommunelov" blev bondekommuner indført som erstatning for de tidligere sogne- og herrestrukturer. Disse selvstyrende enheder var ansvarlige for skatteopkrævning, vejvedligeholdelse, pleje af ældre og syge samt valg af lokale skolelærere.
1924Opdeling i historiske regioner
Den lettiske republik vedtog en opdeling i fire historiske regioner—Kurzeme, Zemgale, Vidzeme og Latgale—samt 19 distrikter. Denne opdeling blev senere ændret under den tyske besættelse i 1941, hvor seks administrative regioner blev oprettet og opkaldt efter større byer.
1949Sovjetiske reformer
Under sovjetisk styre blev amter og sogne afskaffet og erstattet af landdistrikter og landsbyer. Fra 1952 til 1953 havde Letland tre regioner—Liepāja, Rīga og Daugavpils—før yderligere ændringer reducerede antallet af distrikter.
2009territorialreform
Efter genoprettelsen af uafhængighed overgik Letland til et enkelt-niveau kommunesystem i 2009. Denne reform afskaffede distriktsråd og konsoliderede sogne og landdistrikter til kommuner. Ni større byer fik republikansk bystatus, og territoriale enheder blev omstruktureret for at optimere administrativ effektivitet og servicekvalitet.
Disse reformer afspejler Letlands udviklende styreform, formet af regionale og udenlandske påvirkninger gennem århundreder.
Letland havde frem til kommunalreformen af 2009 26 distrikter og syv byer med særskilt status.
1. Aizkraukles distrikt
2. Alūksnes distrikt
3. Balvis distrikt
4. Bauskas distrikt
5. Cēsis distrikt
6. Daugavpils distrikt
7. Daugavpils
8. Dobeles distrikt
9. Gulbenes distrikt
10. Jēkabpils distrikt
11. Jelgavas distrikt
12. Jelgava
13. Jūrmala
14. Krāslavas distrikt
15. Kuldīgas distrikt
16. Liepājas distrikt
17. Liepāja
18. Limbažis distrikt
19. Ludzas distrikt
20. Madonas distrikt
21. Ogres distrikt
22. Preiļis distrikt
23. Rēzeknes distrikt
24. Rēzekne
25. Rīgas distrikt
26. Riga
27. Saldus distrikt
28. Talsis distrikt
29. Tukums distrikt
30. Valkas distrikt
31. Valmieras distrikt
32. Ventspils distrikt
33. Ventspils